# Neal of the Navy
Neal of the Navy er en amerikansk stumfilm fra 1915 af William Bertram og W.M. Harvey.

## Medvirkende
- William Courtleigh Jr. som Neal Hardin.
- Lillian Lorraine som Annette Illington.
- William Conklin som Thomas Illington.
- Ed Brady som Hernandez.
- Henry Stanley som Ponto.